# Wang Ganchang

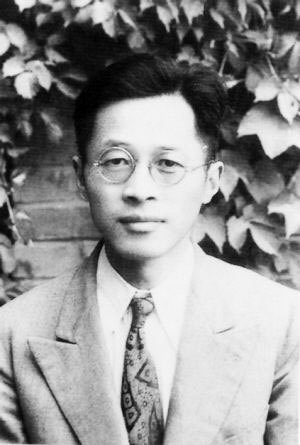
Wang Ganchang

Wang Ganchang (Chinees: 王淦昌, pinyin: Wang Gànchāng, Wade-Giles: Wang Kan-Ch'ang (Changshu, Jiangsu, 28 mei 1907 - Beijing, 10 december 1998) was een Chinees natuurkundige, die betrokken was bij het uitdenken van experimenten om het neutron en het neutrino te detecteren. Wang Ganchang was een van de initiatiefnemers van het Chinese onderzoek in de kernfysica, de kosmische straling en de deeltjesfysica. Later in zijn leven was Wang een van de leiders van het Chinese nucleaire afschrikking-programma. Hij was lid van de Chinese Academie van Wetenschappen en lid van de Chinese Communistische Partij. 
In 1930 stelde Wang Ganchang als eerste voor om gebruik te maken van een nevelkamer om een nieuw type hoog-energetische straling te bestuderen. Deze straling ontstaat door het element beryllium te bombarderen met α-deeltjes. Dit experiment werd een jaar later uitgevoerd door de Britse natuurkundige James Chadwick. Chadwick ontdekte een nieuw type deeltje, het neutron, waarvoor hij in 1935 de Nobelprijs voor de Natuurkunde won.
Wang was in 1941 ook de eerste die het gebruik van bèta-verval voorstelde om het neutrino op te sporen.
Vanaf 1960 speelde Wang Ganchang een cruciale rol bij de ontwikkeling van de Chinese atoombom.

## Voetnoten
1. ↑  (en)  "A Suggestion on the Detection of the Neutrino".. Physical Review.